# Yakov Mikhailovich Yurovsky
Yakov Mikhailovich Yurovsky (tiếng Nga: Я́ков Миха́йлович Юро́вский; 19 tháng 6 [lịch cũ 7 tháng 6] năm 1878 – 2 tháng 8 năm 1938) là một người Bolshevik cũ của Nga và là một nhà cách mạng Xô Viết. Ông được biết đến nhiều nhất với tư cách là người hành quyết chính của Hoàng đế Nikolai II của Nga, gia đình ông và bốn người người hầu của họ vào đêm 17 tháng 7 năm 1918.

## Tiểu sử

### Tuổi thơ
Yakov Mikhailovich Yurovsky là con thứ tám trong số mười đứa con của Mikhail Yurovsky, một thợ kính, và vợ Ester Moiseevna (1848 – 1919), một thợ may. Ông sinh ngày 19 tháng 6 [lịch cũ 7 tháng 6] năm 1878 tại thành phố Tomsk của Siberia, Nga. Gia đình Yurovsky là người Do Thái. Nhà sử học Helen Rappaport viết rằng Yurovsky hồi nhỏ đã học Talmud, trong khi gia đình sau đó dường như đã cố gắng tránh xa nguồn gốc Do Thái của mình; có thể vì định kiến đối với người Do Thái của Nga vào thời điểm đó. Một thời gian ngắn trước khi cống hiến hết mình cho sự nghiệp cách mạng, đầu thế kỷ XX, Yurovsky chuyển đổi sang theo thuyết Lutheran.
Theo xu hướng trở thành một thợ làm đồng hồ, ông đã từng có một thời gian ngắn sống ở Đế quốc Đức vào năm 1904.
Sau khi trở về Nga trong cuộc Cách mạng Nga năm 1905, ông trở thành người Bolshevik. Ông ta nhận được vé số 500 trong tổ chức Krasnopresnenskaya. Bị bắt nhiều lần trong nhiều năm, ông trở thành một người mácxít tận tụy.
Ông là một Chekist trong một khoảng thời gian ngắn vào năm 1917.

### Vụ hành quyết gia đình Hoàng đế Nga
Vào đêm 16, 17 tháng 7 năm 1918, một đội cảnh sát bí mật Bolshevik (Cheka), dẫn đầu bởi Yurovsky, đã xử tử hoàng đế cuối cùng của Nga, Nikolai II, cùng với vợ của ông ta là Alix, bốn cô con gái của họ – Olga, Tatyana, Mariya và Anastasiya – và con trai Aleksey. Cùng với gia đình, bốn người hầu của gia đình hoàng gia (bác sĩ tâm lý Eugene Botkin, hầu nữ Anna Demidova, đầu bếp Ivan Kharitonov và người hầu Alexei Trupp) cũng bị giết. Tất cả đều bị bắn trong một căn phòng nửa hầm (có kích thước là 25 feet x 21 feet) của Nhà Ipatiev ở Yekaterinburg, một thành phố thuộc vùng núi Ural, nơi họ đang bị giam giữ. Đội bắn gồm ba người Bolshevik địa phương và bảy binh sĩ. Điều đó đã được ghi nhận rằng lệnh ám sát gia đình hoàng gia đến từ Yakov Sverdlov ở Moscow và đã được chính Lenin khởi xướng. Nó cũng được ghi lại rằng Yurovsky đã đến thăm lãnh đạo Bolshevik ở Moscow, và đáng chú ý là Sverdlov, chỉ một vài tuần trước khi vụ giết người diễn ra.
Để ngăn chặn sự phát triển của việc sùng bái các hoàng tộc trước đây, các xác chết đã bị ném bỏ và chìm vào quên lãng; sau đó được đưa về vùng nông thôn, nơi ban đầu họ bị ném vào một hầm mỏ bị bỏ hoang. Sáng hôm sau, khi những tin đồn lan truyền ở Yekaterinburg liên quan đến khu xử lý, Yurovsky đã gỡ bỏ các thi thể. Khi chiếc xe chở thi thể bị phá vỡ trên đường đến địa điểm được lựa chọn tiếp theo, ông đã thực hiện sắp xếp mới và ném thi thể xuống một cái hố trên Koptyaki Road, một giỏ theo dõi kể từ-bỏ 12 dặm về phía bắc của Yekaterinburg, và tưới những gì còn lại chia cắt với axit sulfuric sau đó đốt chúng bằng xăng trước khi cuối cùng bịt kín hố bằng bê tông.

### Nội chiến
Trong và sau cuộc Nội chiến Nga, Yurovsky làm việc với tư cách là người đứng đầu Cheka địa phương tại Moscow, sau đó là thành viên của Vyatka Cheka, người đứng đầu Yekaterinburg Cheka (1919). Năm 1921, ông làm việc tại Rabkrin và trở thành Chánh văn phòng Cục Vàng của Kho bạc Nhà nước Liên Xô. Yurovsky đạt được danh tiếng vững chắc bằng cách chống tham nhũng và trộm cắp. Ông cũng từng làm quản lý tại Bảo tàng Bách khoa bắt đầu từ năm 1928 và trở thành giám đốc của nó vào năm 1930. Ông qua đời năm 1938 vì loét dạ dày tá tràng.
Yurovsky có một người vợ, hai con trai và một cô con gái.
Năm 1920, một sĩ quan người Anh đã gặp Yurovsky. Yorovsky đã nói rằng ông rất hối hận về vai trò của mình trong vụ hành quyết nhà Romanovs.

## Ảnh hưởng trong nghệ thuật
Nhân vật Yakov Yurovsky xuất hiện trong một số bộ phim lịch sử liên quan đến vụ hành quyết hoàng tộc Nga.
Trong sử thi năm 1971 của Anh Nicholas và Alexandra, Yurovsky được miêu tả già hơn 40 tuổi (tuổi thật của ông vào năm 1918), do ông Alan Webb, 65 tuổi, thủ vai.
Trong bộ phim Nga năm 1991 Tsareubiytsa, Yurovsky được Malcolm McDowell thể hiện.
Năm 2019, phim truyền hình Mỹ Triều đại cuối cùng, Yurovski được thủ vai bởi Duncan Pow.